# Sharam Q
Sharam Q (シャ乱Q, Sharam Kyū, "Revolution 9") est un groupe de J-pop composé du chanteur Tsunku♂ (つんく, Tsunku), du guitariste Hatake (はたけ, Hatake), du batteur Makoto (まこと, Makoto), et du claviériste Taisei (たいせい, Taisei).

## Biographie
Créé en 1988, le groupe gagne initialement un concours musical avec son titre Ramen Daisuki Koikesan No Uta (« La chanson de M. Koike, qui aime les ramen »). Il commence sa carrière musicale avec son premier single « 18 kagetsu », tiré de son premier album studio Sakuretsu, henatchokopanchi!. Ni le single, ni l'album ne connaissent le succès, ni n'apparaissent dans les classements de ventes. Le résultat est le même pour l'album suivant, et ses deux singles. Son quatrième single Jyōkyō Monogatari, qui raconte le voyage du groupe pour la capitale Tokyo, sort en derniers recours, le groupe envisageant de se séparer en cas d'échec. Le single est cependant un succès, atteignant la 47e position de l'Oricon. Le cinquième single suivant en a encore davantage, atteignant la 28e position. Mais c'est surtout avec son 6e single Single Bed que le groupe se fait reconnaître. Devenant son premier disque dans le top 10, c'est aussi son premier single à dépasser le million de ventes. Le groupe connaît ensuite son plus grand succès avec Zurui Onna, second single millionnaire qui atteint la seconde position de l'Oricon. Le groupe connaît encore quelque succès par la suite, avec un single Iiwake presque millionnaire.
Mais Sharam Q suspend officiellement ses activités en 2000, quand Tsunku préfère se consacrer à ses activités de producteur-compositeur pour les groupes d'idoles japonaises qu'il crée dans le cadre de son Hello! Project ; le premier d'entre eux est le populaire groupe Morning Musume, formé justement à l'issue d'une audition destinée à l'origine à choisir une chanteuse destinée à être produite par Sharam Q. Les autres membres collaborent souvent avec les artistes du H!P, en tant que musiciens, auteurs, producteurs ; par exemple, Hatake produisit Michiyo Heike, Taisei forma Cubic-Cross avec l'ex-Morning Musume Sayaka Ichii, Makoto découvrit les Coconuts Musume… Sharam Q se reforme d'ailleurs en 2006 le temps d'un single, Aruiteru, reprise du tube d'alors des Morning Musume. Les membres du groupe se réunissent à nouveau à quelque occasions par la suite, notamment pour un concert au profit des victimes du tsunami qui a dévasté la côte nord du Japon en 2011.

## Discographie

### Singles
| #  | Titre                                                                | Date       | Oricon |
| -- | -------------------------------------------------------------------- | ---------- | ------ |
| 1  | 18kagetsu (18ヶ月, 18 months)                                        | 1992.07.22 | -      |
| 2  | Tottemo Merry-Go-Round (とってもメリーゴーランド)                    | 1993.02.24 | -      |
| 3  | Tomodachi wa Imasu ka (友達はいますか)                               | 1993.05.08 | -      |
| 4  | Jyōkyō Monogatari (上・京・物・語)                                   | 1994.01.21 | #47    |
| 5  | Koi o Suru Dake Muda Nante (恋をするだけ無駄なんて)                  | 1994.07.27 | #28    |
| 6  | Single Bed (シングル・ベッド)                                        | 1994.10.21 | #9     |
| 7  | Zurui Onna (ズルい女)                                                | 1995.05.03 | #2     |
| 8  | Sora o Minayo (空を見なよ)                                           | 1995.08.23 | #3     |
| 9  | My Babe Kimi ga Nemuru Made (My Babe 君が眠るまで)                   | 1995.10.21 | #3     |
| 10 | Iiwake (いいわけ)                                                    | 1996.04.24 | #3     |
| 11 | Namida no Kage (涙の影)                                              | 1996.07.24 | #1     |
| 12 | Nice Boy!                                                            | 1996.11.14 | #4     |
| 13 | Sonna Mon Darō (そんなもんだろう)                                    | 1997.04.16 | #3     |
| 14 | Power Song (パワーソング)                                            | 1997.08.21 | #10    |
| 15 | Tokai no Melody (都会のメロディー)                                   | 1998.02.18 | #7     |
| 16 | Tameiki (ためいき)                                                   | 1998.05.13 | #13    |
| 17 | Ai Just On My Love (愛 Just on my Love)                              | 1998.10.07 | #10    |
| 18 | Kimi wa Majutsushi? (君は魔術士?)                                    | 1999.02.17 | #24    |
| 19 | Shin Ramen Daisuki Koike-san no Uta (新・ラーメン大好き小池さんの唄) | 2000.03.23 | #23    |
| 20 | Aruiteru (歩いてる)                                                  | 2006.11.29 | #23    |

### Albums
| #  | Titre                                                              | Date       | Oricon |
| -- | ------------------------------------------------------------------ | ---------- | ------ |
| 1  | Sakuretsu! Henachoco Punch (炸裂!へなちょこパンチ)                 | 1992.09.23 | -      |
| 2  | Urekko E no Michi Jūtaichū (売れっ子への道 渋滞中)                 | 1993.03.24 | -      |
| 3  | Lost Time (ロスタイム)                                             | 1994.02.23 | #39    |
| 4  | Rettōkan (劣等感)                                                  | 1994.11.02 | #25    |
| 5  | Gyanburā (勝負師)                                                  | 1994.07.27 | #2     |
| 6  | Single Best 10 ★Omaketsuki★ (シングルベスト10★おまけつき★)         | 1996.06.29 | #2     |
| 7  | Golden Q                                                           | 1996.12.18 | #1     |
| 8  | Kodoku (孤独)                                                      | 1998.03.25 | #6     |
| 9  | Best Album Omaketsuki '96~'99 (ベストアルバム おまけつき '96～'99) | 1999.03.25 | #10    |
| 10 | Best of History                                                    | 2001.04.04 | #17    |